# ワールドロックナウ
『ワールドロックナウ』は、NHK-FMで1997年4月5日から2024年3月30日まで放送されていた洋楽ロックの音楽番組である。
番組担当はロッキング・オン社長の渋谷陽一。かつてはNHKデジタルラジオでも放送されていた。

## 概要
放送開始は1997年4月5日。2018年4月8日から2021年3月28日までは毎週日曜日17時 - 18時、以降2024年3月30日までは毎週土曜日21時 - 22時に放送された。
番組にテーマ曲はなく、「こんばんは（こんにちは）、渋谷陽一です。」の挨拶から番組がスタートするが、挨拶の直後に間髪いれず1曲目がかかることも珍しくない。
番組の前半は、新旧のロック音楽（洋楽）を中心に、渋谷本人が選曲した曲をかける。番組の途中で「海外情報」のコーナーがあり、ロンドン・ニューヨーク（1週ごとに入れ替わる）のヒットチャート（10位まで）が読み上げられた後、リポーターと電話で話をする。番組の後半は、リスナーからのリクエストの時間である。
また、毎月最終週にはテーマを決めたリクエスト特集を行う。
年末には、通常のコーナーを変更して、音楽評論家の伊藤政則・大貫憲章をゲストに招き、鼎談を行う。

## 番組の終焉
2023年11月4日は通常通り放送されたが、11月11日・18日の放送は「伊藤政則のバンド・ラウンジ」の再放送に差し替えになった。
2023年11月17日、ロッキング・オン公式サイトにて渋谷が病気療養のため入院をすることを発表した。それに伴い番組公式サイトにおいて「番組DJの渋谷陽一さんは、病気療養のため入院することになりました。当面の間は出演をお休みします。しばらくは番組DJとして、音楽評論家の伊藤政則さんが出演します。」と告知した。
2024年3月30日をもって番組終了。27年の放送に幕を降ろした。2023年11月25日以降、代理を担った伊藤が最終回までDJ務めた。
なお、翌週4月6日の同時間帯から伊藤政則・大貫憲章による洋楽シーカーズが後継番組として放送された。